# Ghislain Briand
Ghislain Briand (Saint-Michel, Montreal, 22 novembre 1962) è un ex pattinatore canadese. Diventato allenatore, ha allenato Elvis Stojko, due volte medaglia d'argento olimpica, e Yuzuru Hanyū, due volte medaglia d'oro olimpica.

## Carriera da allenatore
Briand ha partecipato due volte al Campionato nazionale canadese nella categoria novice, classificandosi ottavo nel 1979 e terzo nel 1980. Dopo essersi ritirato dall'attività agonistica, Briand ha iniziato la sua carriera come allenatore di pattinaggio artistico. Ha gestito club nella penisola di Gaspé e nell'area di Montreal per dodici anni prima di accettare un lavoro presso la Mariposa School of Skating di Barrie. Fino al 2001 ha lavorato in particolare con Elvis Stojko, due volte medaglia d'argento olimpica (1994 e 1998) e tre volte campione del mondo (1994, 1995, 1997).
Nel 2005 Briand stava per passare alla posizione di consulente finanziario quando l'amico di lunga data Brian Orser gli chiese di entrare a far parte del team di allenatori del Toronto Cricket Skating and Curling Club. È specializzato in tecnica dei salti. Nello stesso ruolo frequenta regolarmente la Scuola di pattinaggio di Losanna per insegnare la tecnica dei salti.
Al Toronto Cricket Skating and Curling Club ha allenato per un breve periodo Adam Rippon. Dal 2014 ha allenato Yuzuru Hanyū, due volte medaglia d'oro olimpica (2014 e 2018) e due volte campione del mondo (2014 e 2017), dopo che Brian Orser gli ha chiesto di supervisionarlo poche settimane prima dei Giochi Olimpici del 2014. ″Mi è sempre piaciuto lavorare sull'analisi biomeccanica del salto. Ho sviluppato il mio modo di lavorarci, che è un po' diverso dagli altri, e Yuzu (cioè Yuzuru Hanyū) ha aderito alla mia tecnica.″
Briand collabora anche con gli allenatori della scuola di Champery diretta da Stéphane Lambiel.
I suoi studenti o ex studenti includono:
- Yuzuru Hanyū[8]
- Elvis Stojko[1]
- Cha Jun-hwan[1]
- Sonia Lafuente[9]
- Javier Raya[10]
- Elene Gedevanishvili[11]
- You Young[12]
- Choi Da-bin[13]
- Joshi Helgesson[14]
- Christina Gao[15]
- Adam Rippon[16]
- /  Corey Circelli[17]
- Joseph Phan[17]
- An So-hyun[18]
- Stéphane Lambiel[7]